# Feriados em Cuba
Este artigo fala sobre os feriados em Cuba.
| Data           | Português                                  | Nome local                                                            | Observações |
| -------------- | ------------------------------------------ | --------------------------------------------------------------------- | --- |
| 1º de Janeiro  | Triunfo da Revolução                       | Triunfo de la Revolución                                              | Dia da vitória da Revolução Cubana, liderada por Fidel Castro                                                                               |
| Variável       | Sexta-feira Santa                          | Viernes Santo                                                         | Proclamada feriado em 2012 a pedido do Papa Bento XVI, e se tornou feriado anual a partir de 2013                                           |
| 1º de Maio     | Dia do Trabalho                            | Día de los trabajadores                                               | |
| 25 de Julho    | Dia anterior ao assalto ao quartel Moncada | Día anterior al asalto al cuartel Moncada                             | |
| 26 de Julho    | Comemoração ao assalto ao quartel Moncada  | Asalto al cuartel Moncada (nome oficial: Día de la Rebeldía Nacional) | |
| 27 de Julho    | Dia após o assalto ao quartel Moncada      | Día después del asalto al cuartel Moncada                             | |
| 10 de outubro  | Dia da Independência                       | Día de la Independencia                                               | Comemora a -independência do país em relação à Espanha, atingida em 1902.                                                                   |
| 25 de dezembro | Natal                                      | Navidad                                                               | Durante décadas, este foi um dia útil em Cuba, somente em 1998 após a visita do Papa João Paulo II o 25 de dezembro foi proclamado feriado. |